# Sortie extravéhiculaire
Pour les articles homonymes, voir EVA.

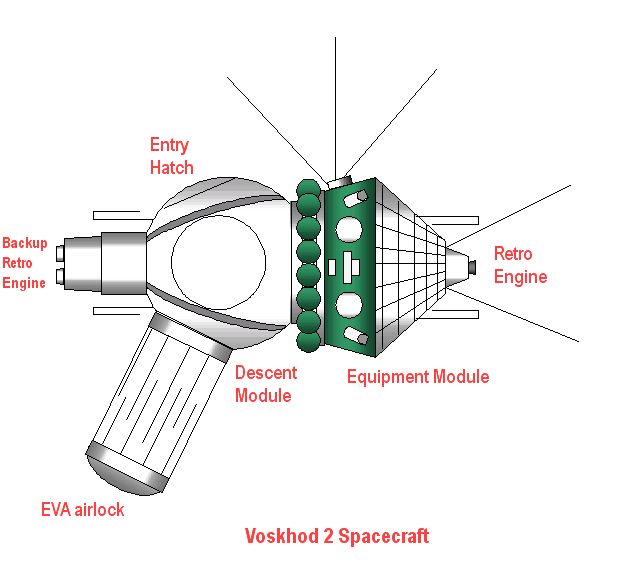
Schéma du vaisseau Voskhod 2 avec le sas gonflable, en bas à gauche.

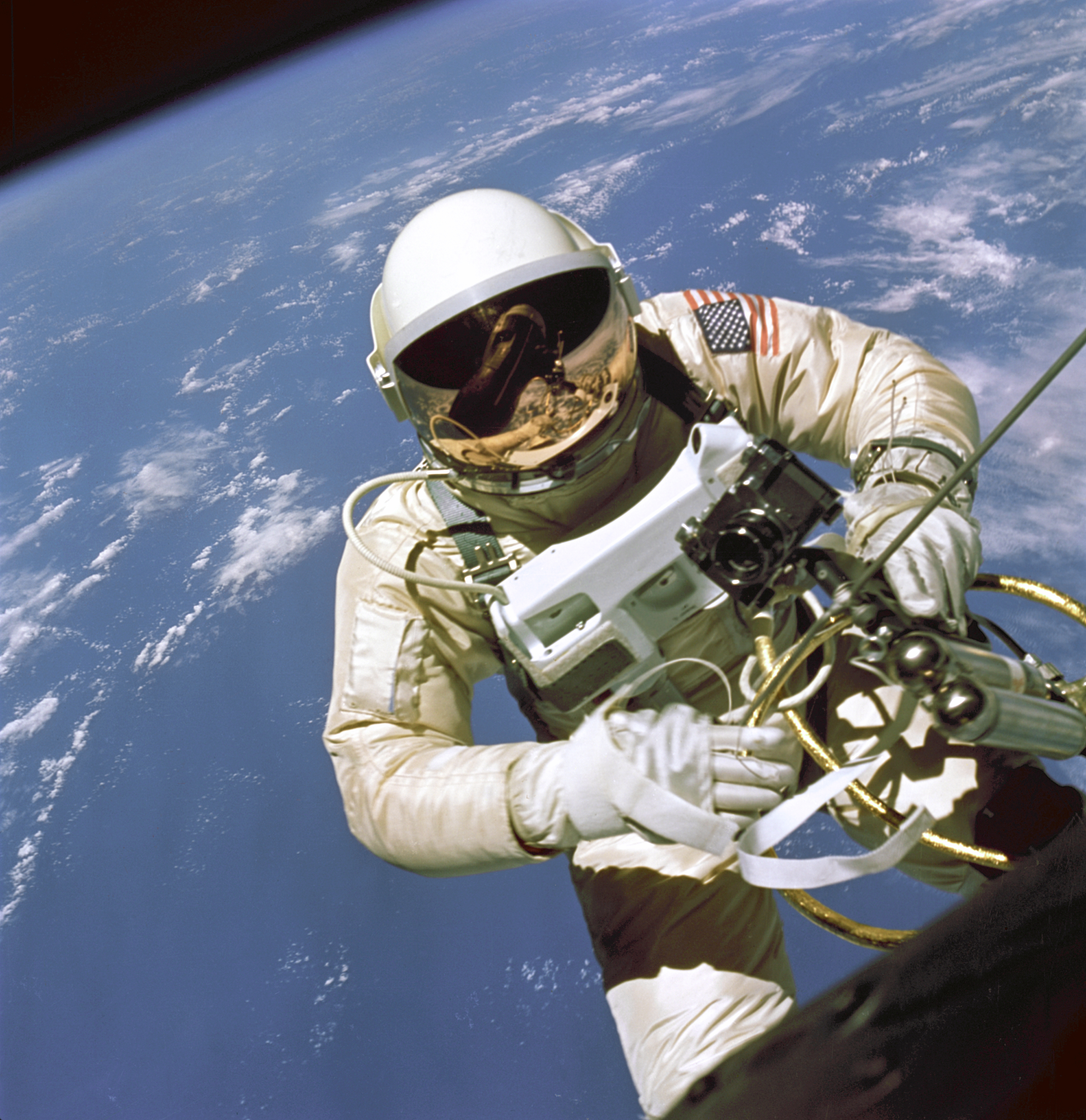
Deux mois après Leonov, l'Américain White sort de son vaisseau (Gemini 4, juin 1965).

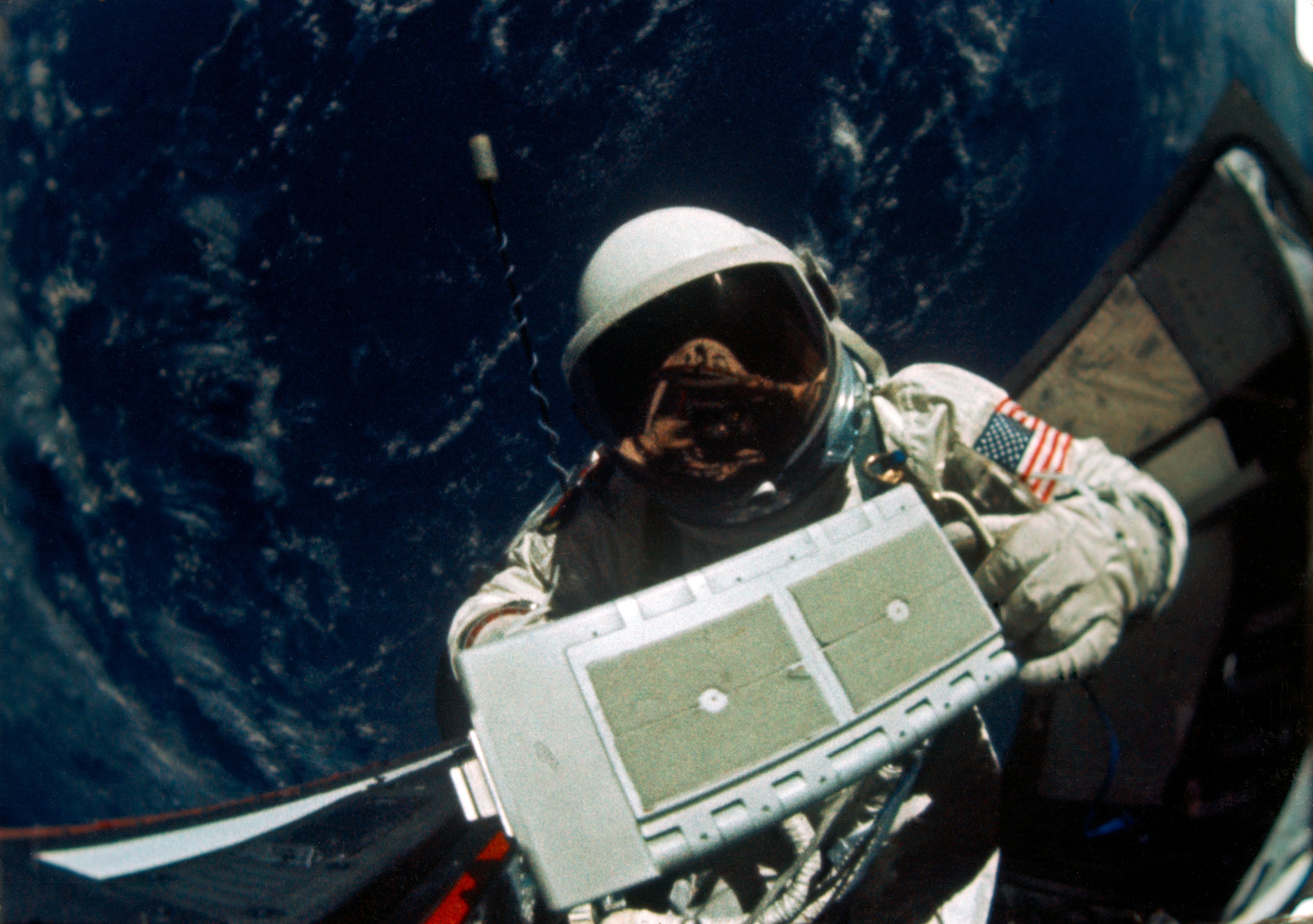
Aldrin au cours d'une de ses EVA (Gemini 12, novembre 1966).

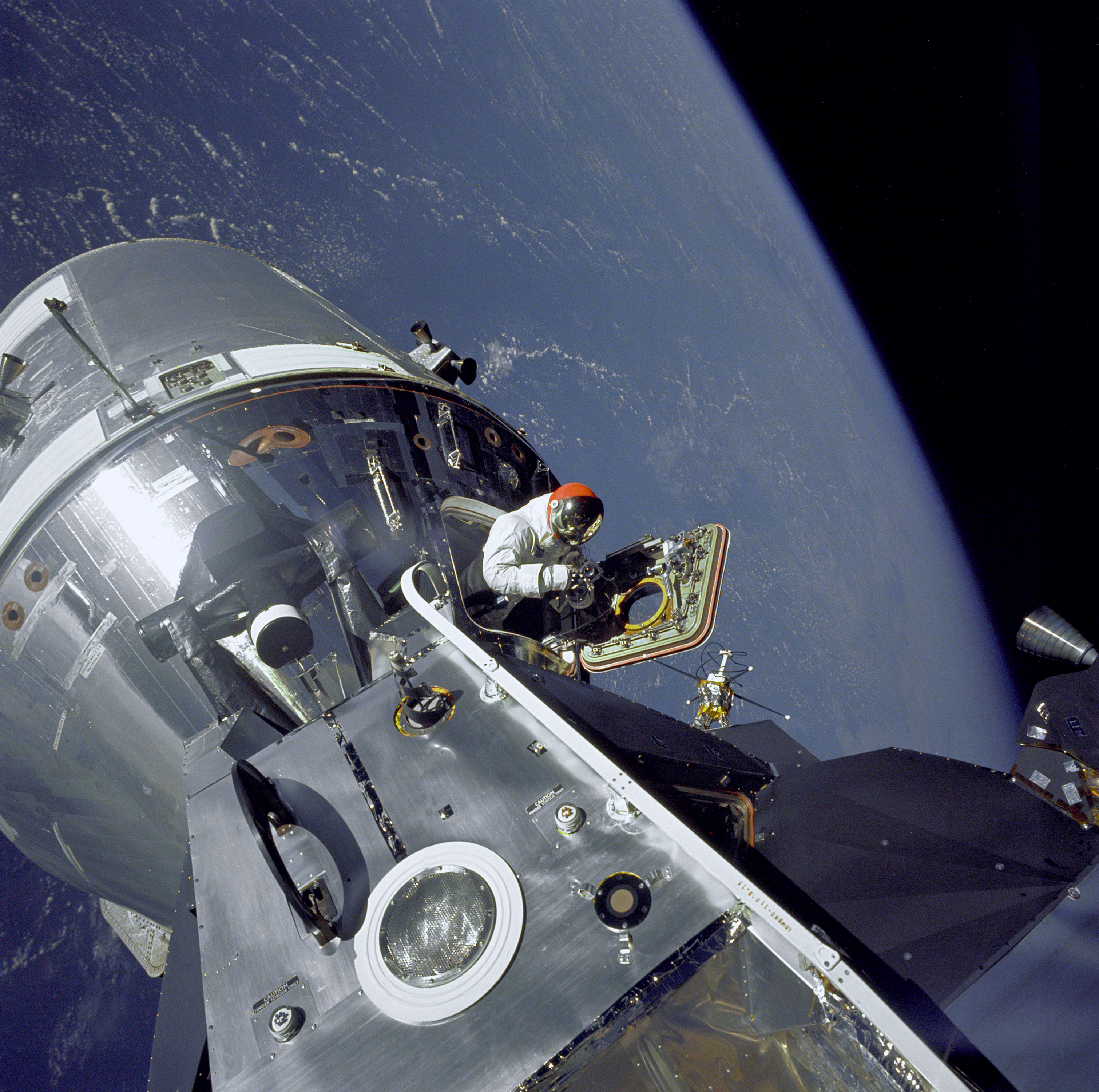
Scott (photographié par Schweickart) s'extrayant du module de commande (Apollo 9, mars 1969).

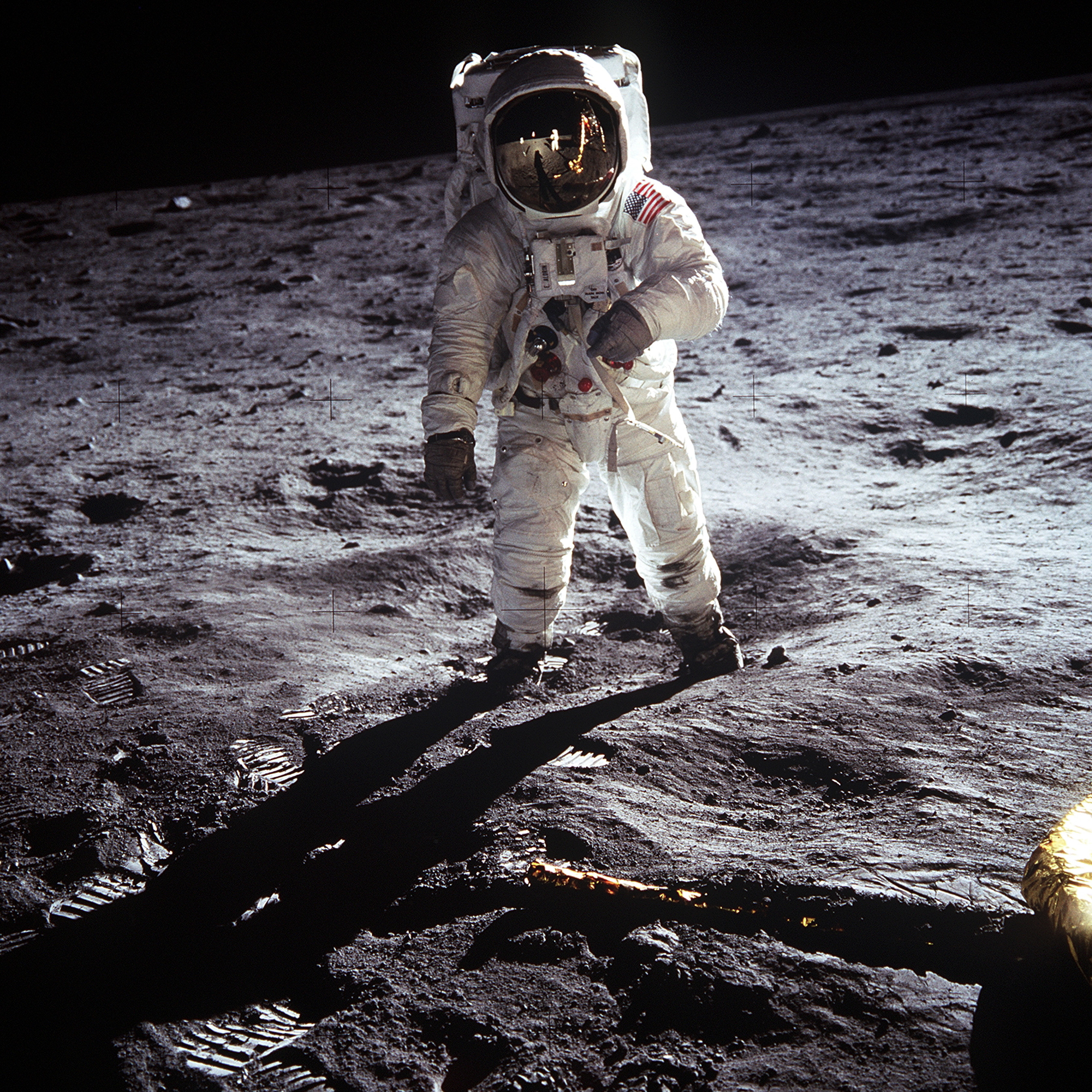
Aldrin, deuxième être humain sur la Lune (Apollo 11, juillet 1969).

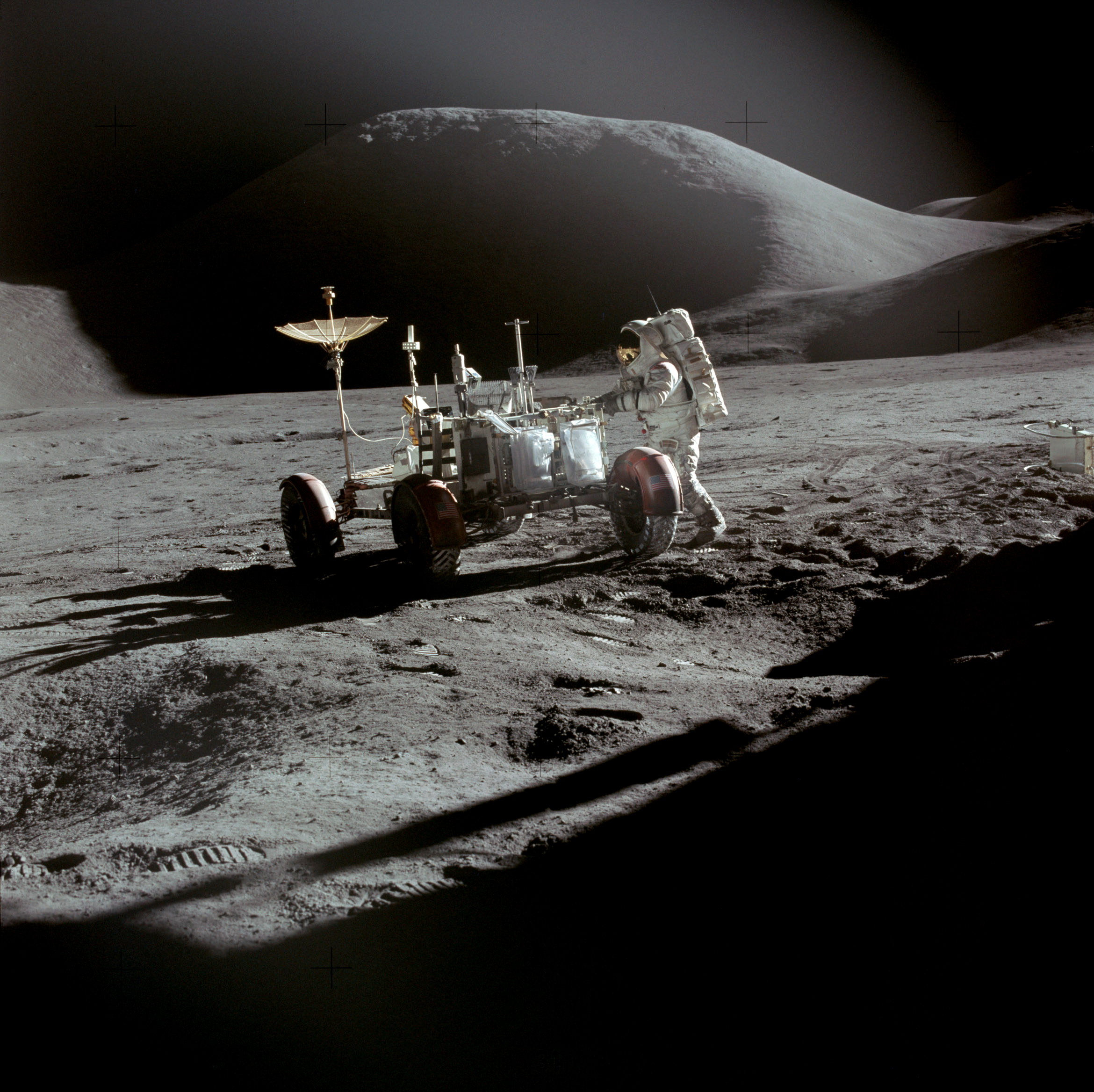
Jim Irwin, lors de sa première EVA sur le site Hadley, à côté du LRV (Apollo 15, juillet-août 1971).

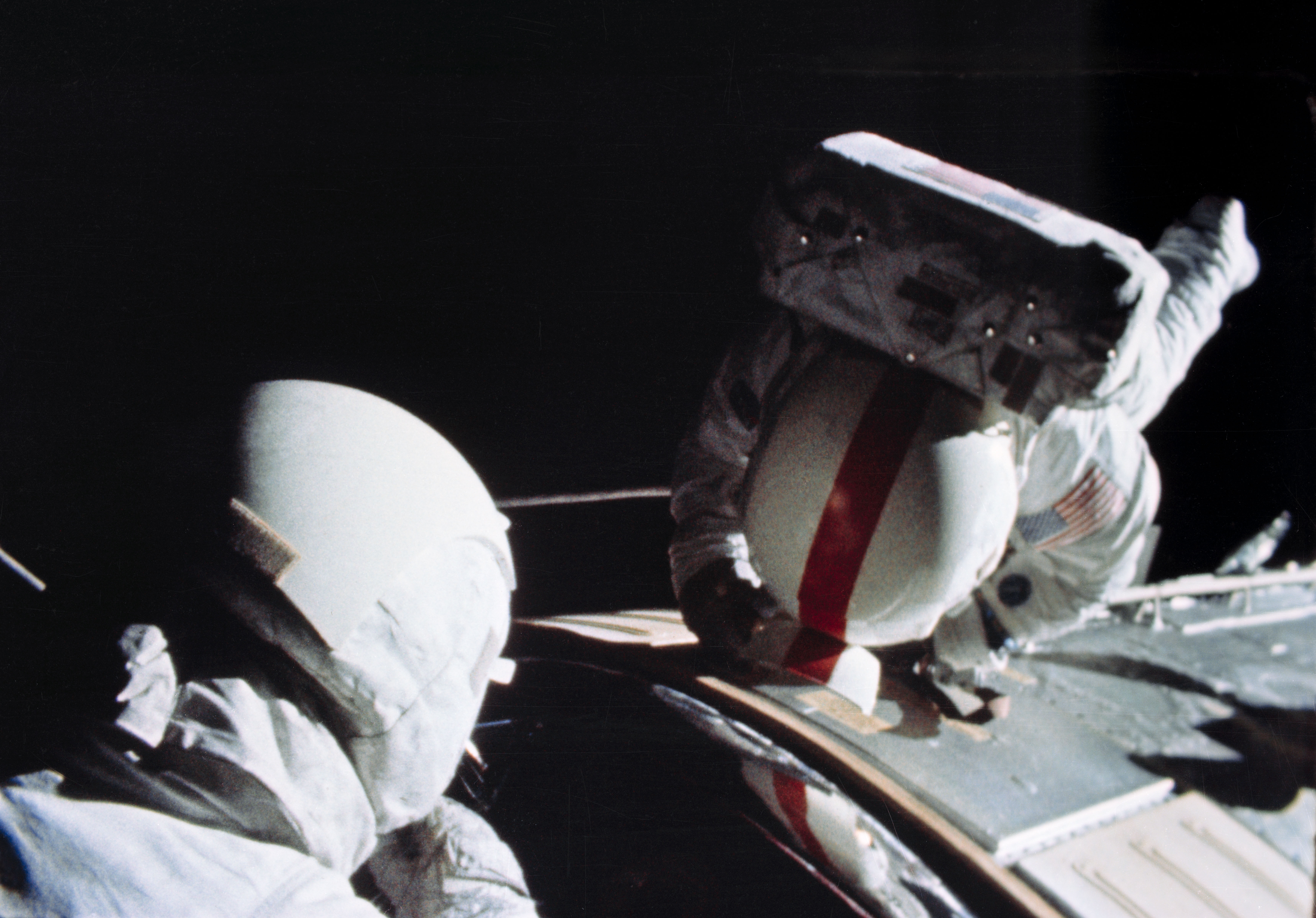
Devant Duke, Mattingly lors de la deuxième EVA entre Terre et Lune (Apollo 16, avril 1972).

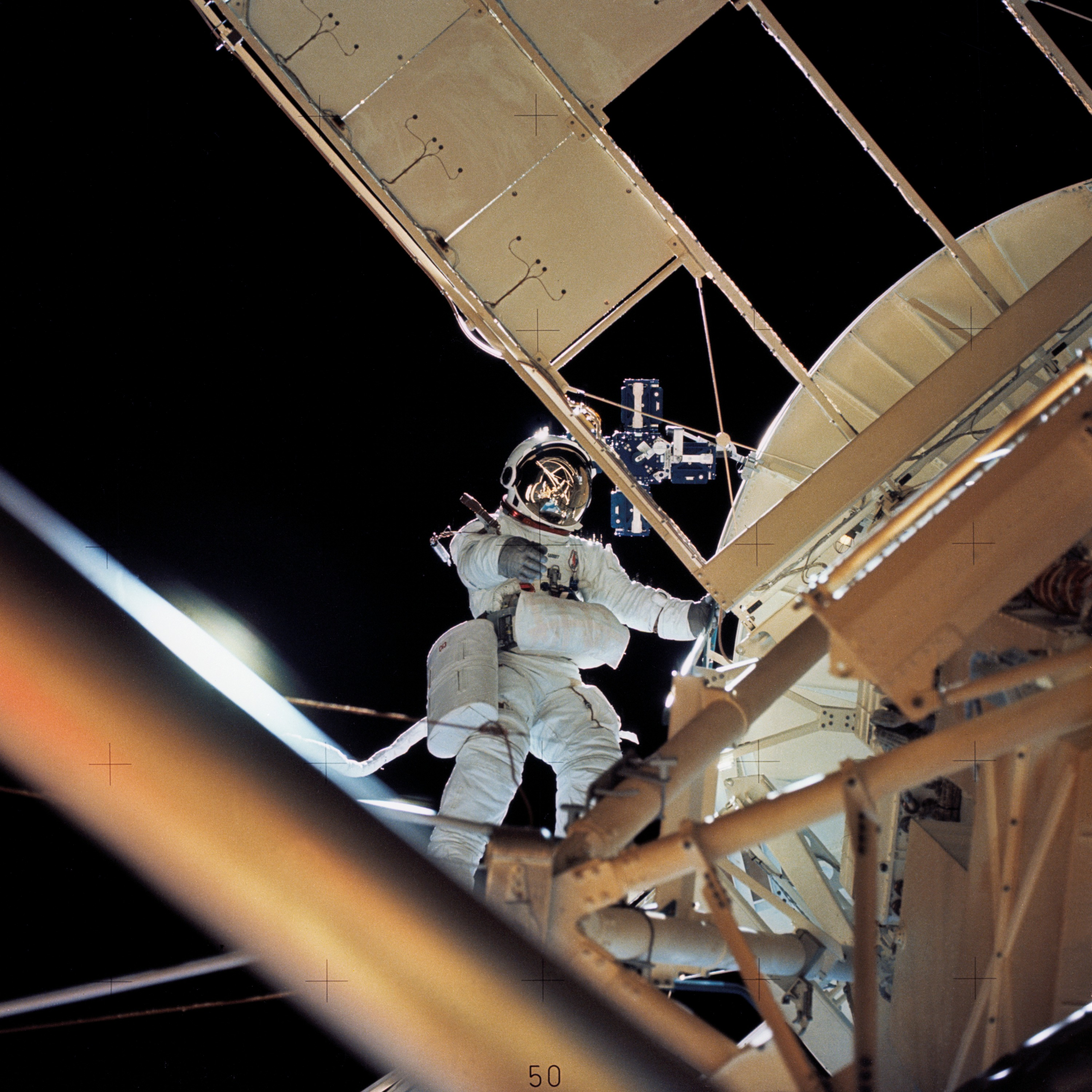
Owen Garriott près de l'ATM (Skylab 2, août 1973).

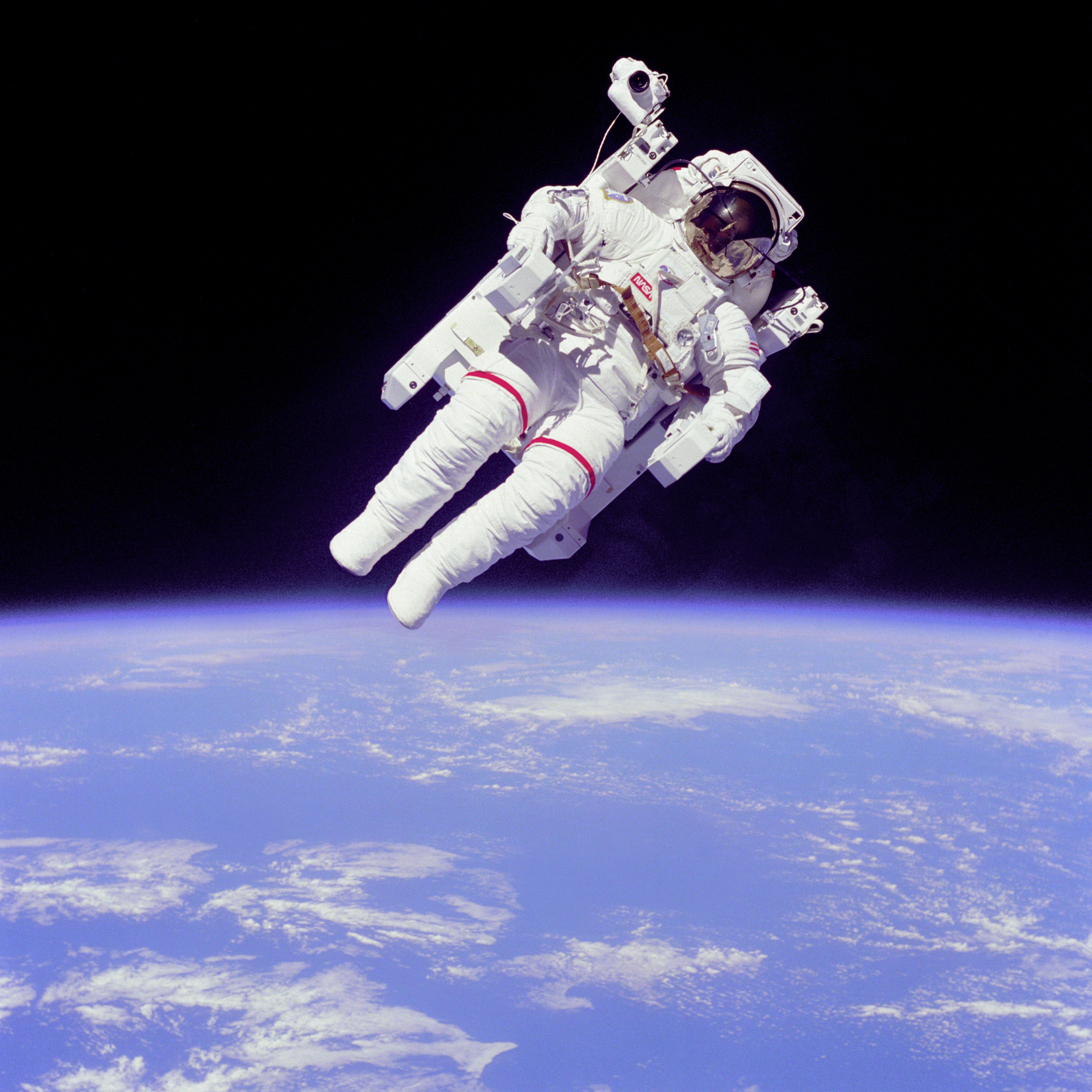
Bruce McCandless, premier homme-satellite, s'éloigne de Challenger (STS-41-B, février 1984).

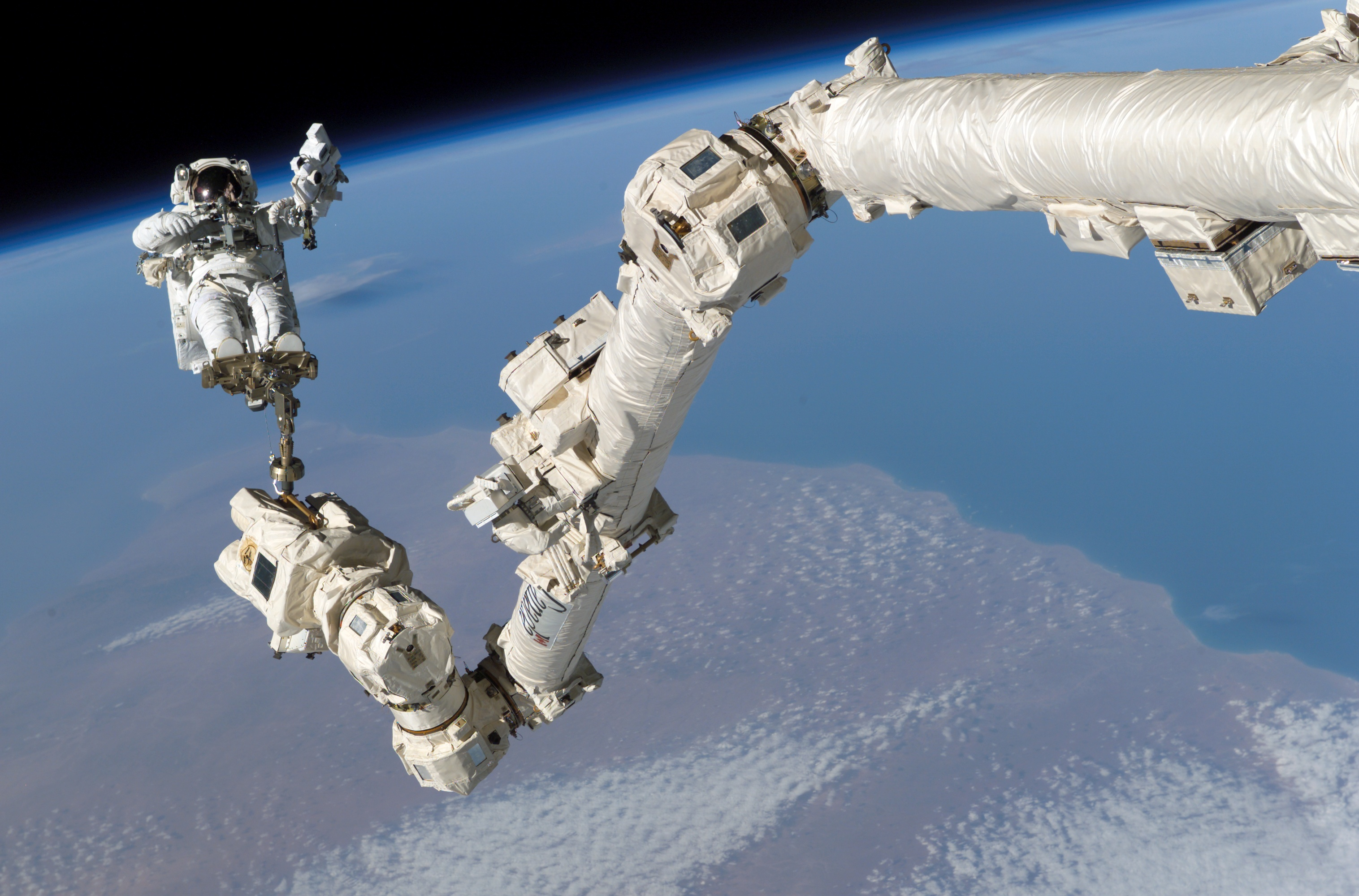
Steve Robinson « télémanipulé »
par le bras spatial Canadarm2 (STS-114, juillet 2005)).

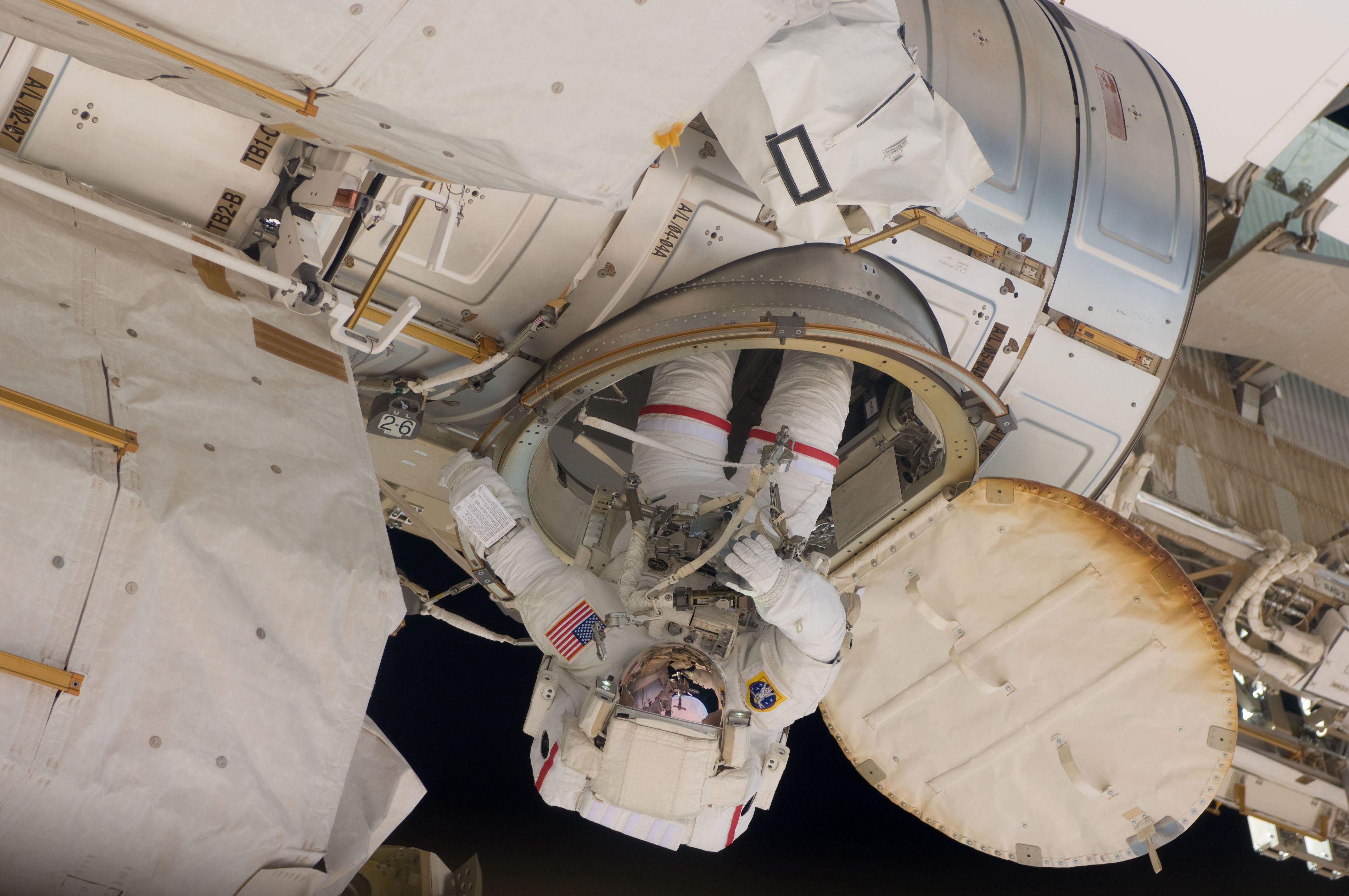
Feustel réintègre le sas Quest, l'un des deux sas de l'ISS (STS-134, mai 2011)).

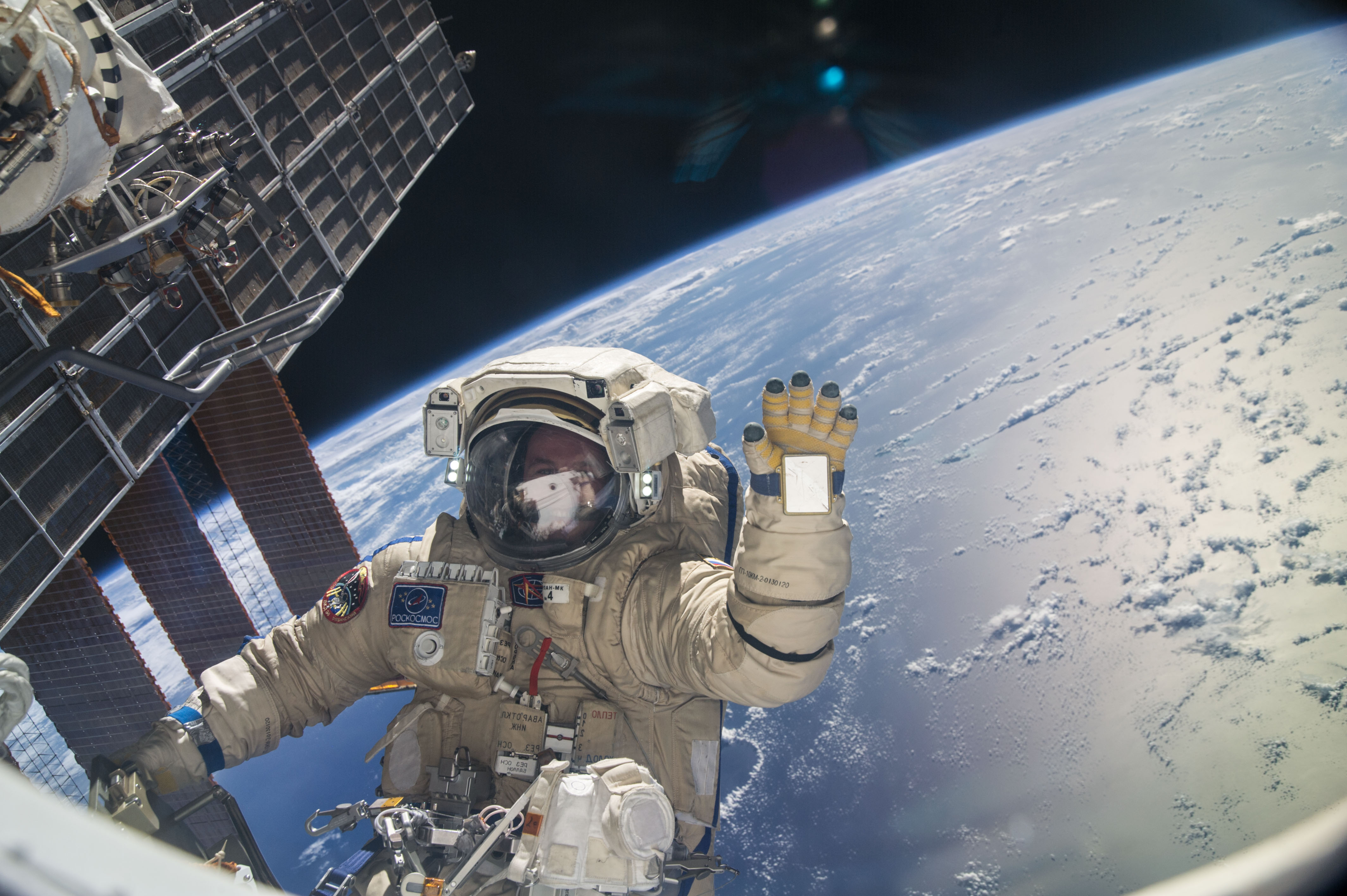
Sergeï Ryazansky pendant sa première sortie de l'ISS (Expedition 37, novembre 2013)).

Une sortie extravéhiculaire, ou activité extravéhiculaire (désignée parfois par son sigle anglais EVA pour extra-vehicular activity) est une activité réalisée à l'extérieur d'un véhicule spatial par un astronaute revêtu d'une combinaison spatiale. Ce terme est  utilisé pour des activités extravéhiculaires menées dans l'espace en orbite autour de la Terre à proximité d'un véhicule spatial (navette spatiale ou d'une station spatiale), à des fins d'assemblage, de maintenance ou de réparation. Il a été également utilisé dans le cadre du programme Apollo pour désigner les sorties effectuées par les astronautes sur la surface lunaire.
La rigidité de la combinaison, l'épaisseur des gants, la succession rapide du jour et de la nuit (en orbite terrestre), les difficultés de déplacement et de manipulation liés à l'absence de pesanteur rendent les tâches, même les plus simples, difficiles à exécuter durant une  sortie extravéhiculaire. Aussi son exécution est précédée par un long entraînement préalable sur Terre effectué en partie en piscine pour reproduire la micropesanteur. Dans l'espace, après un temps de préparation destiné à éviter un accident de décompression, l'astronaute utilise un sas pour sortir dans l'espace. Il dispose alors au maximum d'environ huit heures pour mener à bien des tâches qui nécessitent un outillage adapté au port de la combinaison spatiale. Pour des raisons de sécurité, les astronautes effectuent leur sortie par paire et, dans l'espace, sont attachés au véhicule spatial.
La première sortie extravéhiculaire a été effectuée par le cosmonaute soviétique Alexei Leonov le 18 mars 1965, à partir du vaisseau Voskhod 2. L'Américain Edward White effectue à son tour une sortie dans l'espace au cours de la mission Gemini 4 le 3 juin de la même année.
Au 31 décembre 2017, 394 sorties extravéhiculaires ont été effectuées depuis le début de l'ère spatiale, dont 205, depuis le 7 décembre 1998, consacrées à l'assemblage et à la maintenance de la Station spatiale internationale.

## Historique
Depuis la fin de la Seconde Guerre mondiale, les soviétiques et les américains sont engagés dans un conflit idéologique qui caractérise le climat politique de la planète pendant presque toute la seconde moitié du XXe siècle. Ce conflit est symbolisé par les avancées en matière technologique, notamment ce qui concerne la conquête de l'espace. Le 4 octobre 1957, avec le lancement du premier satellite artificiel, Spoutnik 1, les soviétiques prennent l'avantage et le consolident le 12 avril 1961 en mettant sur orbite le premier homme, Youri Gagarine. Trois semaines plus tard, le 25 mai 1961, le président Kennedy tient devant le Congrès un discours dans lequel il s'engage à faire débarquer des américains sur la Lune avant la fin de la décennie. C'est dans ce contexte de rivalité permanente est-ouest que les vols spatiaux se succèdent, notamment les premières sorties extravéhiculaires. Finalement, les soviétiques décrochent en 1965 la première EVA et, de 1969 à 1972, les américains seront les premiers à fouler le sol lunaire, exploit qui reste à ce jour inégalé.

### Premières sorties  (1965-1969)
La première sortie extravéhiculaire est effectuée par le cosmonaute soviétique Alexei Leonov le 18 mars 1965 lors de la mission Voskhod 2. Environ une heure et demie après que le vaisseau a été placé en orbite et alors qu'il boucle sa première orbite, Leonov pénètre dans le sas gonflable Volga pour commencer sa sortie. L'écoutille interne est refermée par Beliaïev. Celui-ci déclenche la dépressurisation du sas puis l'ouverture de l'écoutille externe. Leonov émerge prudemment du sas, relié à la capsule spatiale par un filin de 4,5 mètres. Après avoir flotté une dizaine de minutes dans le vide, il entreprend de réintégrer le vaisseau. Il se rend compte alors que la combinaison s'est tellement dilatée que ses pieds et ses mains ne sont plus positionnés dans les gants et les bottes, comme s'il avait rétréci. Contraint de s'introduire dans le sas la tête la première, contrairement au plan de vol, il parvient, au prix de mille efforts, à refermer l'écoutille et à repressuriser le compartiment.
Moins de trois mois plus tard, le 3 juin, l'américain Edward White "marche" dans l'espace pendant vingt minutes (mission Gemini 4) sans incident. Il est suivi l'année suivante par quatre autres astronautes (Cernan, Collins, Gordon et Aldrin, vols Gemini 9 à 12). L'objectif est de voir dans quelle mesure le corps s'adapte aux conditions extrêmes, dans la perspective du débarquement sur la Lune, que les américains projettent pour la fin de la décennie. Or la combinaison des vols Gemini, à usage mixte (intra et extra-véhiculaire), tend à maintenir les corps en position "assise", correspondant à l'utilisation à l'intérieur du vaisseau. Malgré d'importants efforts, les astronautes sont donc dans l'incapacité d'effectuer des mouvements amples. À la fin de la décennie, côté russe comme côté américain, les combinaisons spatiales seront conçues de manière à corriger ce défaut. Et aucun astronaute ni cosmonaute ne pourra se passer de l'assistance d'un collègue pour effectuer une EVA, même partielle (sortie du vaisseau à mi-corps).
Le 15 janvier 1969, les soviétiques Khrounov et Elisseïev, partis à bord du vaisseau Soyouz 5, accomplissent une EVA pour rejoindre le vaisseau Soyouz 4 (auquel ils se sont amarrés) pour revenir sur Terre. Des années plus tard, après la levée du rideau de fer, on apprendra que cette expérience visait à préparer les russes au débarquement sur la Lune, qu'ils projetaient en secret. Leurs équipements, moins sophistiqués que ceux des américains, n'auraient pas permis un transfert d'équipage de module à module depuis l'intérieur, en raison de l'absence d'un tunnel de communications. Il était donc prévu que le cosmonaute qui reviendrait du sol lunaire retrouverait son collègue resté en orbite en passant par l'extérieur.
Un peu plus tard, le 6 mars, lors du vol Apollo 9, l'américain Schweickart réalise une EVA hors du LEM (qui effectue son premier vol) dans un but légèrement similaire : afin de tester les procédures de retour des futurs explorateurs lunaires, au cas où, lors de leur retour en orbite lunaire, ils ne parviendraient pas à s'arrimer au CSM. C'est également l'occasion pour Schweickart de tester le scaphandre lunaire dans les conditions réelles. Sa sortie s'effectue sous les yeux de Scott, lui-même sorti à moitié du module de commande.

### Programme Apollo  (1969-1972)
En juillet 1969, précédé depuis 1966 par des engins automatiques, l'Homme marche sur la Lune. Alors que, jusqu'ici, toutes les EVA étaient expérimentales, pendant quatre ans, elles prennent un caractère scientifique : collectes de roches lunaires, dépose d'appareillages d'observation, prise de centaines de clichés photographiques... Il faut distinguer deux catégories d'EVA :
- les sorties réalisées à six reprises sur le sol lunaire par deux des membres d'équipage, depuis le LEM (14 moonwalks en tout),
- les sorties "translunaires" effectuées sur le chemin du retour par le pilote du CSM lors des trois dernières expéditions, afin de récupérer dans le module de service des clichés photographiques pris automatiquement depuis l'orbite.
- 21 juillet 1969 : vus en direct par des millions de téléspectateurs, les Américains Neil Armstrong et Buzz Aldrin effectuent la première sortie sur la Lune (Apollo 11). Dix autres astronautes rééditent cet exploit jusqu'en décembre 1972 (missions Apollo 12 à 17)[4]. Les EVA des trois dernières missions sont particulièrement longues et les astronautes effectuent de nombreux kilomètres en voiture, s'éloignant sensiblement du LM. Le record en la matière est la seconde des trois sorties d'Apollo 17, qui dure 7h34, où les astronautes parcourent 20,4 km et évoluent jusqu'à 7,6 km du LM. Le dernier moonwalker est un scientifique, Jack Schmitt, géologue de formation.
- 5 août 1971 : lors du retour de la mission Apollo 15, Alfred Worden effectue la première sortie entre la Terre et la Lune, à 317 000 km de notre planète, performance rééditée ensuite à deux reprises (en avril et décembre 1972) par ses compatriotes Mattingly et Evans (missions Apollo 16 et 17).

Malgré leurs efforts, les Soviétiques n'ont jamais pu envoyer d'hommes vers la Lune. Et depuis les vols Apollo, personne n'y est jamais retourné. Quatre sondes automatiques seulement s'y sont posées : deux soviétiques (Luna 21 en janvier 1973 et Luna 24 en août 1976) et deux chinoises (Chang'e 3 en janvier 2013 et Chang'e 4 en janvier 2019).

### Premières stations et navette (1973-2000)
Après l'épopée lunaire, la rivalité entre les russes et les américains prend fin, symbolisée en 1975 par l'arrimage d'un vaisseau Apollo et d'un vaisseau Soyouz. Mais cet événement ne débouchera sur aucune collaboration pendant 20 ans, les deux nations menant leurs programmes chacune de son côté. Jusqu'à la fin du XXe siècle, toutes les EVA sont réalisées aux abords des premières stations spatiales (Skylab, Saliout et Mir) ou de la navette spatiale. On retiendra ici quelques dates :
- 26 mai 1973 : l'américain Weitz s'extrait de la cabine Apollo, Kerwin le retenant par les pieds, pour effectuer une réparation sur la station Skylab. Jusqu'au 3 février 1974, neuf autres sorties seront effectuées autour de Skylab par tous les membres des trois équipages ;
- 19 décembre 1977 : en sortant de la station Saliout 6, Romanenko et Gretchko (mission Soyouz 26) effectuent la première EVA soviétique depuis presque neuf ans. Deux autres sorties seront effectuées sur cette station, en 1978 et 1979 par quatre autres cosmonautes ;
- 30 juillet 1982 : Valentin Lebedev et Anatoli Berezovoy effectuent la première sortie autour de Saliout 7. Douze autres sorties seront accomplies sur cette station jusqu'au 31 mai 1986, dont cinq par Kizim et Solovyov en 1984 ;
- 7 avril 1983 : les américains Musgrave et Peterson effectuent la première EVA depuis une navette spatiale (Challenger) ;
- 7 février 1984 : Bruce McCandless est le premier homme à réaliser une sortie autour de la Terre sans être relié au vaisseau par un câble, se mouvant dans l'espace au moyen du MMU, un "fauteuil" équipé de petits propulseurs (vol STS-41-B) ;
- 17 juillet et 11 octobre 1984 : la soviétique Svetlana Savitskaïa (vol Soyouz T-12 / Saliout 7) puis l'Américaine Kathryn D. Sullivan (vol STS-41-G) deviennent les premières femmes à sortir dans l'espace ;
- 11 avril 1987 : Romanenko et Laveykine effectuent la première EVA sur la station Mir, première station véritablement modulaire. À partir de cette date, les EVA deviennent plus ordinaires : 75 seront effectuées jusqu'au 28 mai 2000, totalisant 361 heures ;
- 9 décembre 1988 : Jean-Loup Chrétien effectue la première EVA d'un français, d'une durée record de 6 heures (vol Soyouz TM-7 / Mir (station spatiale) ;
- 1er février 1990  Serebrov teste le PSK autour de Mir : il s'agit d'un "fauteuil volant" proche du MMU américain ;
- 13 mai 1992 : les astronautes Thuot, Hieb et Akers effectuent l'unique EVA de l'histoire à réunir trois personnes. Non prévue dans le plan de vol, elle est exigée par la difficulté à réparer un satellite de télécommunications (mission STS-49) ;
- 16 septembre 1994 : Lee et Meade testent un tout nouveau moyen de se déplacer dans l'espace : le SAFER (mission STS-64).

La fin de l'Union soviétique, en 1990-1991, signe le début d'une alliance entre les russes et les pays occidentaux, au premier rang desquels viennent les États-Unis. Les américains abandonnent leur projet de grande station spatiale Freedom au moment où ces derniers enterrent leur projet de navette spatiale, Bourane. Les deux nations voient dans les restrictions budgétaires une occasion d'unir leurs compétences. La flotte des navettes américaines et la station Mir constituent les éléments fondateurs d'une première collaboration, avant la construction de la station spatiale internationale, l'ISS, à partir de 1998 :
- 29 avril 1997 : pour la première fois, un russe (Vassili Tsibliev) et un américain (Jerry Linenger) participent à une sortie commune, à l'extérieur de la station Mir, vêtus du scaphandre Orlan. L'expérience est répétée le 6 septembre par Anatoly Solovyev et Michael Foale. Le 1er octobre, cette fois depuis la soute de la navette Atlantis et vêtus de scaphandres américains, Scott Parazynski et Vladimir Titov effectuent ensemble une sortie ;
- 14 janvier 1998 : le russe  Anatoli Soloviov détient un double record : 16 sorties extravéhiculaires effectuées en 78 heures ;
- 12 mai 2000 : Sergueï Zaliotine et Alexandre Kaleri effectuent la 75e et dernière EVA autour de Mir.

### L'ISS... avec puis sans la navette (2000-présent)
La collaboration russo-américaine s'étant révélé fructueuse avec l'expérience Mir, les deux pays se sont unis pour construire ensemble, ainsi qu'avec les Européens, les Canadiens et les Japonais, une grande station spatiale : l'ISS. Les deux premiers éléments, russes, sont mis sur orbite en 1998 par des fusées Proton, comme l'ont été les stations Saliout et les différents éléments de Mir. La plupart des autres modules sont emportés dans les soutes des navettes américaines. Leur assemblage se fait au moyen de grands bras télémanipulateurs (canadien et européen) commandés depuis l'intérieur de la station, mais un grand nombre de sorties extravéhiculaires sont cependant nécessaires pour mener à bien la construction puis la maintenance. En 2011, les Américains envoient leurs navettes au musée, tous les équipages sont par la suite acheminés par les Soyouz russes.
- 22 mai 2000 : Dix jours après la dernière EVA effectuée sur la station Mir, Voss et Williams (mission STS-101) effectuent la première d'une longue série de sorties consacrées à la construction de la Station spatiale internationale, amorcée un an et demi plus tôt.
- 11 mars 2001 : Voss et Helms effectuent une sortie d'une durée record de 8h56m[5].
- 20-27 mai 2011 : Feustel, Fincke et Chamitoff (mission STS-134) effectuent les dernières sorties depuis une navette spatiale, installant la palette ELC et un spectromètre sur l'ISS.
- 12 mai 2017 : Whitson et Fischer effectuent la 200e sortie hors de l'ISS[6].
- 2 février 2018 : Chkaplerov et Missourkine battent le record de durée pour une sortie russe avec 8 h 13 min[7].
- 18 octobre 2019 : Christina Koch et Jessica Meir effectuent la toute première EVA totalement féminine[8].

Plus de la moitié des sorties extravéhiculaires réalisées depuis le début de l'ère spatiale l'ont été aux abords de la station internationale.

### Première EVA chinoise (2008)
Au XXIe siècle, les Chinois deviennent la troisième nation à lancer des humains dans l'espace. Direct héritier du Soyouz russe, leur vaisseau Shenzhou effectue son premier vol, inhabité, en 1999 puis emporte pour la première fois un taïkonaute en 2001 (mission Shenzhou 5). Sept ans plus tard, ils réalisent leur toute première EVA.
- Le 27 septembre 2008, Zhai Zhigang, commandant de la mission Shenzhou 7, effectue une sortie courte (22 minutes) mais très médiatisée, où on le voit agiter un petit drapeau chinois, les images étant diffusées en direct par deux caméras. Son collègue Liu Boming l'assiste, laissant émerger du vaisseau la moitié supérieure du corps. Douze ans plus tard, cette performance reste la seule EVA chinoise jamais réalisée.

## Rôle essentiel de l'équipement

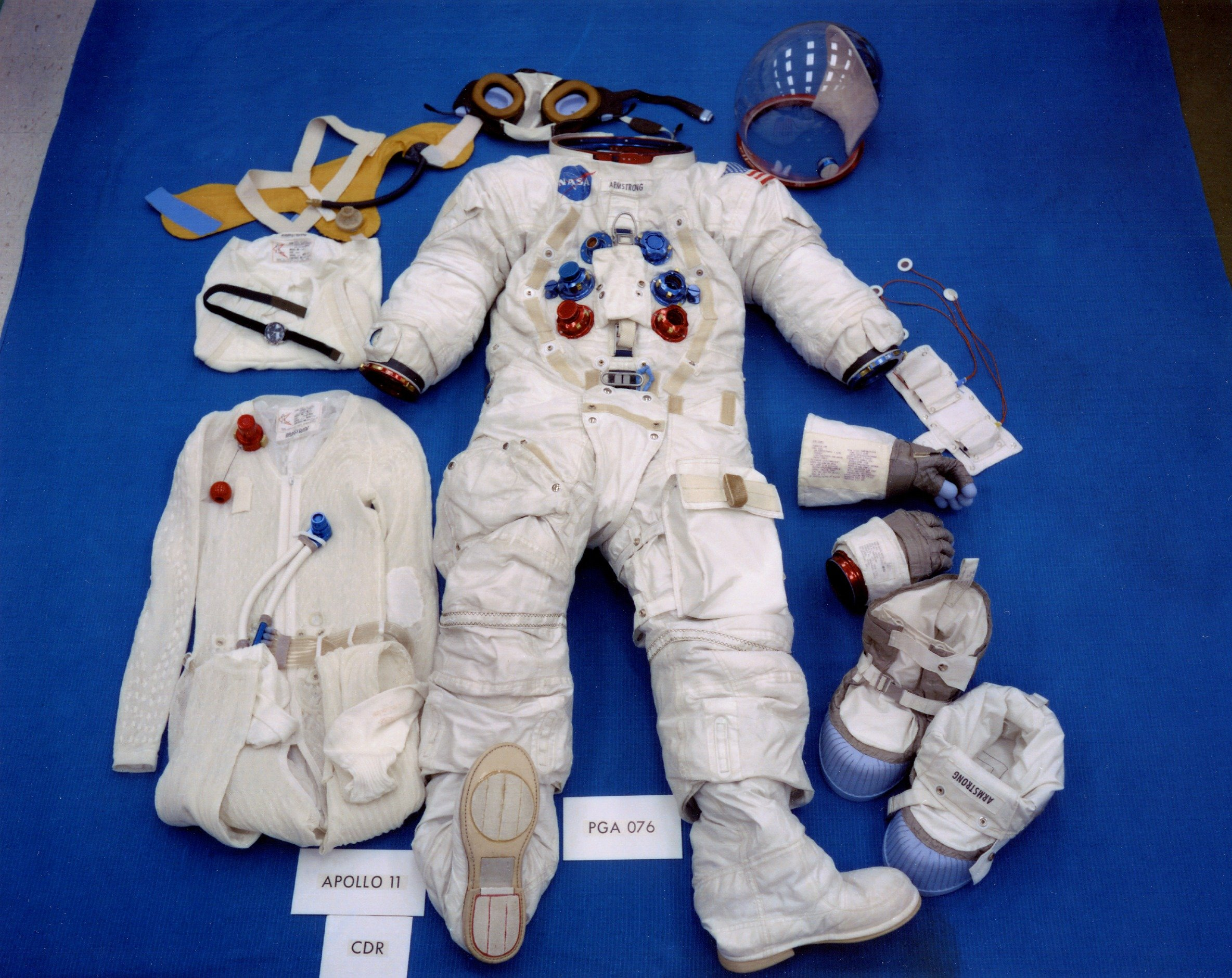
Les éléments de la combinaison spatiale de Neil Armstrong (1969)

Naturellement, l'homme n'est pas fait pour vivre dans le vide spatial sans équipements spéciaux. Cet environnement, comme celui d'une majorité de corps célestes comme la Lune ou Mars, ne lui fournit pas l'oxygène nécessaire à sa survie. Les fluides peuvent geler ou au contraire s'évaporer. Non filtrée par l'atmosphère, la lumière du Soleil peut rendre aveugle instantanément. En l'absence d'atmosphère pour brasser le flux thermique du Soleil, la température des parties du corps exposées aux rayons de l'astre peut atteindre 150 °C tandis que les parties situées à l'ombre peuvent descendre jusqu'à −120 °C. Les écarts thermiques sont si importants qu'une combinaison spatiale a parfois des difficultés à les réguler. Enfin, hors de l'atmosphère terrestre, l'homme n'est pas protégé contre les micrométéorites et les rayons cosmiques.
D'où l'importance  de la combinaison spatiale. Cet équipement  fournit à l'astronaute l'oxygène, évacue le dioxyde de carbone et la vapeur d'eau expirés et assure une protection thermique tout en autorisant une mobilité maximale. Généralement à ces fonctions s'ajoutent un système de communications, une protection au moins partielle contre les rayons cosmiques et les micrométéorites et la possibilité pour son occupant de boire. Des progrès importants ont été réalisés depuis la réalisation de la première combinaison spatiale SK-1 portée par Youri Gagarine : les combinaisons spatiales modernes comme l'EMU de la NASA ou la combinaison russe Orlan permettent à leurs occupants de travailler à l'assemblage de la Station spatiale internationale dans le cadre de sorties dépassant 8 heures. Lors du programme Apollo, les Américains ont exploré le sol lunaire d'une durée équivalente avec leur combinaison spatiale A7L. Les combinaisons spatiales modernes combinent des parties rigides (torse, casque) avec des parties souples. Ces dernières  sont constituées de plusieurs couches ayant chacune un rôle dédié :  support d'un circuit de refroidissement à eau, enceinte étanche, isolation thermique... Les recherches sur les combinaisons spatiales se poursuivent pour améliorer la mobilité du porteur, limitée par la combinaison pressurisée malgré la présence de soufflets, réduire l'encombrement et relever le défi des futures missions d'exploration des planètes.

## Organisation d'une sortie

### Entraînement

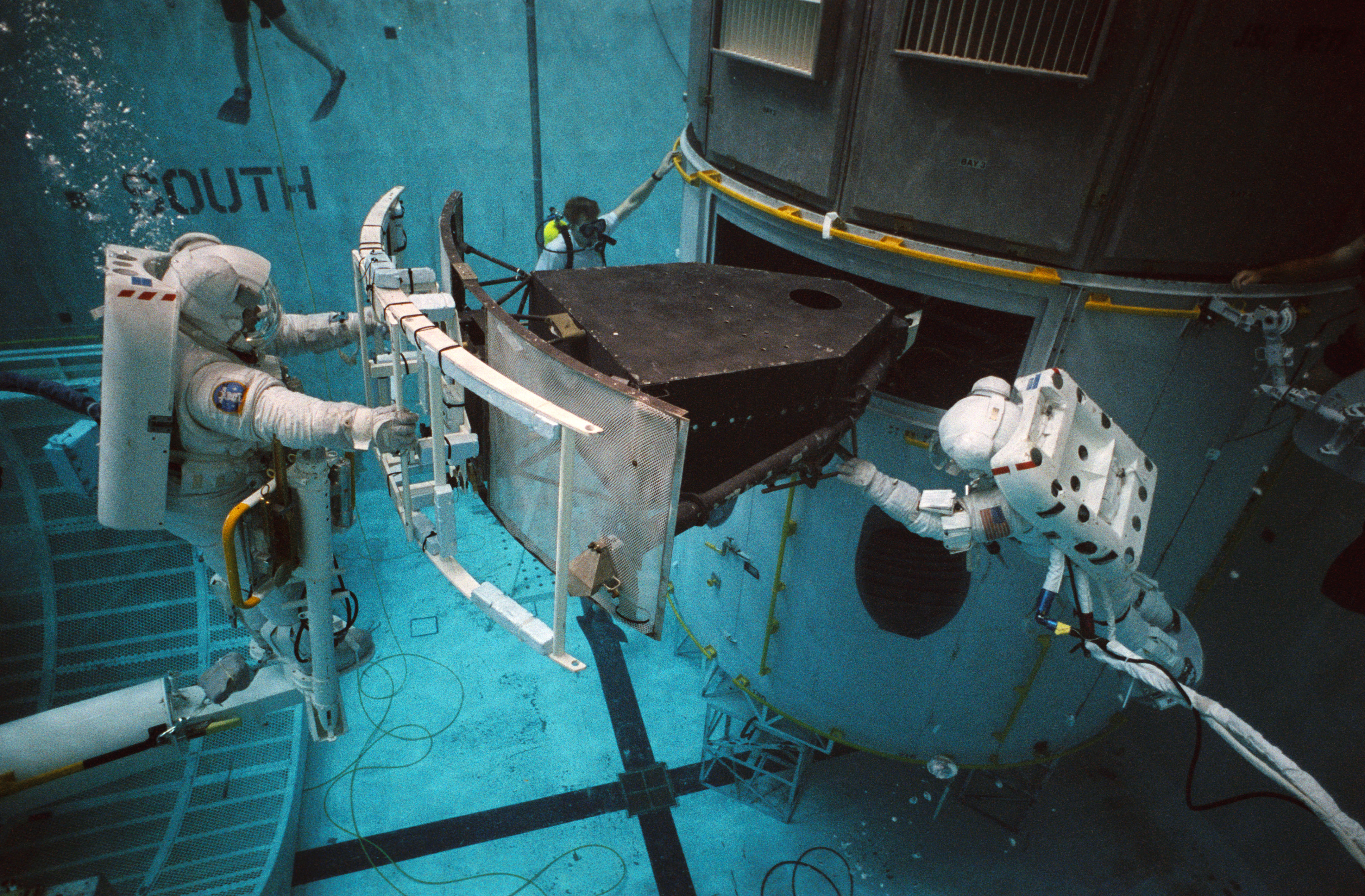
Entrainement en piscine en vue de la réparation du télescope Hubble en 1993.

La rigidité de la combinaison, l'épaisseur des gants, la succession rapide du jour et de la nuit (en orbite terrestre), les difficultés de déplacement et de manipulation... liées à l'absence de pesanteur, rendent difficiles des tâches qui, sur Terre, sont simples. Aussi leur exécution nécessite-t-elle un long entraînement.
Celui-ci s'effectue, soit dans des avions effectuant des vols paraboliques, afin de reproduire l'apesanteur pendant une vingtaine de secondes, soit (depuis 1966 aux États-Unis, depuis 1977 en Union soviétique, depuis 1989 en Europe) dans de grandes piscines où sont immergées les maquettes grandeur nature des vaisseaux. La plus connue aux États-Unis est entrée en service en 1968 au centre Marshall à Huntsville (Alabama). Depuis 1997, elle est remplacée par le Laboratoire de flottabilité neutre construit à Houston, près du centre spatial Johnson, qui est la plus grande du monde (23,5 millions de litres).

### Préparation

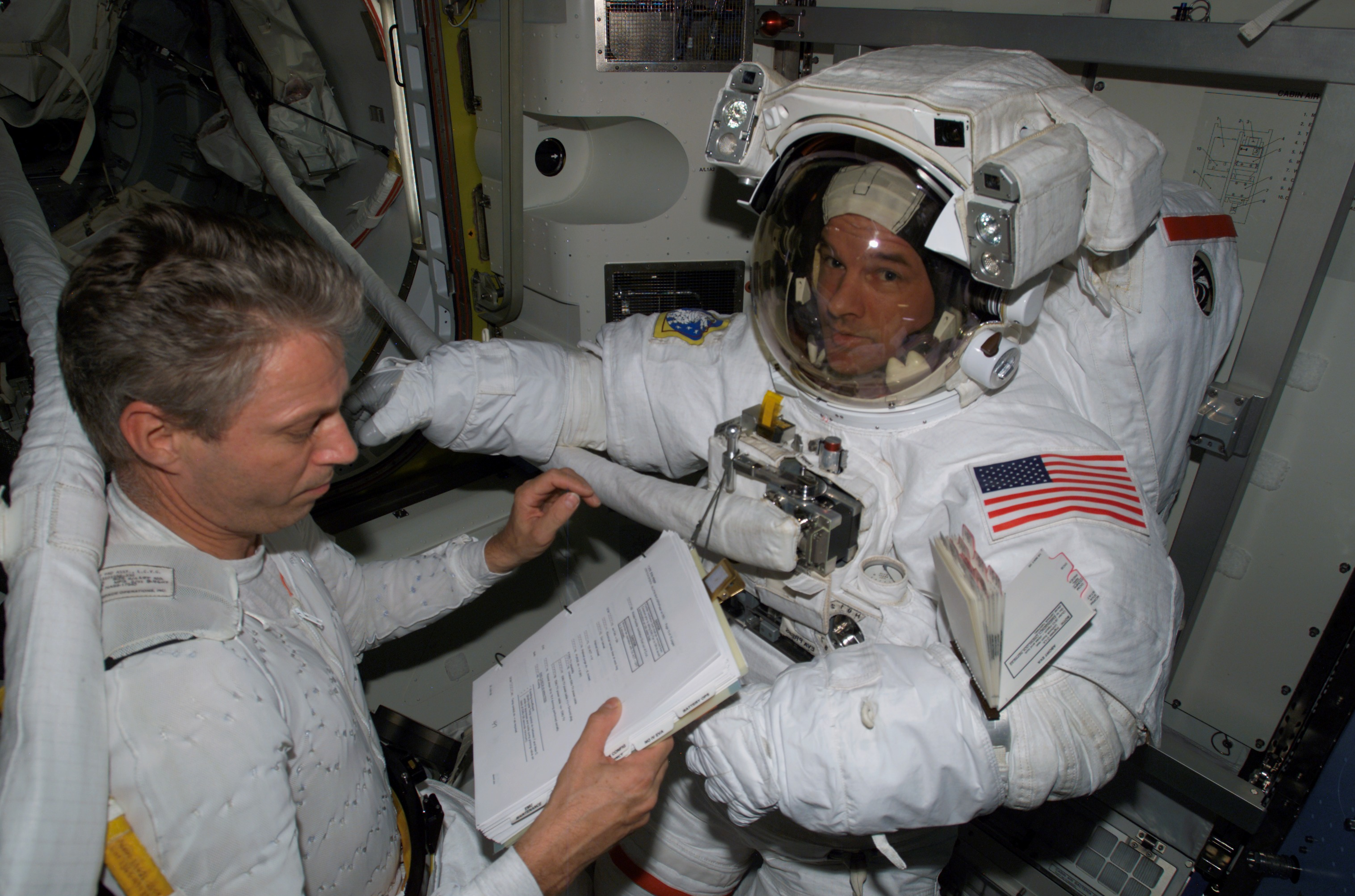
L'astronaute Thomas Reiter (à gauche) assiste Jeffrey N. Williams dans le module Quest de la Station spatiale internationale lors de l'Expédition 13 en 2006.

Pour sortir du vaisseau, et afin d'éviter des accidents de décompression, les astronautes utilisent des sas. Ils disposent ensuite d'une autonomie de huit heures pour mener à bien leurs objectifs, équipés d'outils adaptés. Pour des raisons de sécurité, ils effectuent leur sortie par deux, attachés aux vaisseaux par des sangles et se déplaçant à l'aide de mains courantes.
Avant toute sortie, le matériel et les procédures sont vérifiés et les astronautes doivent respirer durant un certain temps de l'air avec une pression réduite pour vider leur organisme de leur diazote et éviter un accident de décompression lié à la pression basse de la combinaison et à son atmosphère d'oxygène pur. La durée de cette dernière phase dépend de la pression régnant dans la combinaison : la préparation respiratoire des Russes est plus courte car la pression dans leur combinaison est plus élevée (ce qui la rend plus rigide donc moins apte aux travaux). Ainsi, en ce qui concerne les combinaisons spatiales utilisées pour les sorties depuis la Station Spatiale Internationale, la pression dans la combinaison EMU américaine est de 0,3 atmosphère (300 hectopascals) alors que la combinaison russe Orlan a une pression de 0,4 atmosphère (400 hectopascals) et est donc théoriquement plus rigide à l'usage. Il résulte de cette caractéristique, et d'une approche différente des risques d'accident de décompression, des durées très différentes de préparation avant les sorties extra-véhiculaires : un cosmonaute russe se prépare en respirant durant une demi-heure de l'oxygène sous une pression identique à celle de sa combinaison spatiale, ce qui correspond pratiquement au délai nécessaire pour enfiler sa tenue ; un astronaute utilisant l'EMU doit par contre se préparer en respirant durant 4 heures l'oxygène sous pression réduite. Lorsque l'atmosphère dans le vaisseau est uniquement constituée d'oxygène (vaisseau Apollo ou Gemini), cette phase n'est pas nécessaire.

### Déroulement
À l'intérieur d'une combinaison spatiale, la pression gazeuse n'est que 0,3 bar, soit 30 % seulement de la pression de la station ou de la surface terrestre (1 bar) pour réduire sa rigidité. Malgré cette pression réduite, une sortie extra-véhiculaire est une activité épuisante car l'astronaute doit lutter contre la pression de sa combinaison pour plier ses membres. Les conditions d'éclairage rendent les travaux difficiles. Selon la période orbitale, par exemple toutes les 45 minutes dans l'ISS, l'astronaute passe le terminateur (la limite jour/nuit). Lorsqu'il plonge dans l'obscurité (côté nuit), il est alors tributaire des éclairages installés et de ceux qu'il porte pour éclairer sa zone de travail. Enfin les contrastes thermiques entre les zones éclairées et les zones sombres sont très importants et la combinaison spatiale a parfois des difficultés à réguler la température, notamment celle des extrémités.
Les sorties extravéhiculaires sont dangereuses pour de nombreuses raisons. La première est le risque de perforation de la combinaison spatiale. Celle-ci peut résulter d'une mauvaise manœuvre, par exemple avec les outils, ou d'une collision avec des débris spatiaux ou des micrométéorites. En effet, ceux-ci se déplacent à une très grande vitesse (jusqu'à 20 kilomètres par seconde) et l'impact d'un débris même minuscule peut être fatal. La perforation de la combinaison spatiale entraînerait une dépressurisation, une perte de connaissance au bout de 15 secondes, l'anoxie puis la mort de l'astronaute au bout d'environ une minute. Afin de réduire les risques inhérents à ces sorties, le vaisseau ou la station sont interposés entre la trajectoire la plus probable des débris et les astronautes. En outre, la durée des sorties est limitée à huit heures au maximum, et le nombre de sorties à quelques dizaines par an ; le risque cumulé est ainsi estimé à 6 % après 2 700 heures d'activités extravéhiculaires d'une équipe de deux personnes.
Un autre danger est la rupture du câble de liaison qui rattache l'astronaute au véhicule spatial. Le risque est que l'astronaute s'éloigne de la station sans pouvoir revenir, en l'absence de système pour le retenir. Les astronautes américains disposent d'un système de propulsion à l'arrière de leur combinaison, le SAFER (« plus sûr » en anglais), abréviation de Simplified Aid For EVA Rescue, qui leur permet de se rediriger vers la station en annulant la vitesse d'éloignement d'au maximum 3 m/s).
Relativement rares, les sorties extravéhiculaires non prévues sont particulièrement dangereuses, car elles ne peuvent être préparées et sont réalisées pour tenter de corriger des dysfonctionnements ; le risque présenté par ce type d'intervention improvisée entraîne une augmentation de la pression émotionnelle des spationautes, qui peuvent commettre des erreurs.

## Situations dangereuses

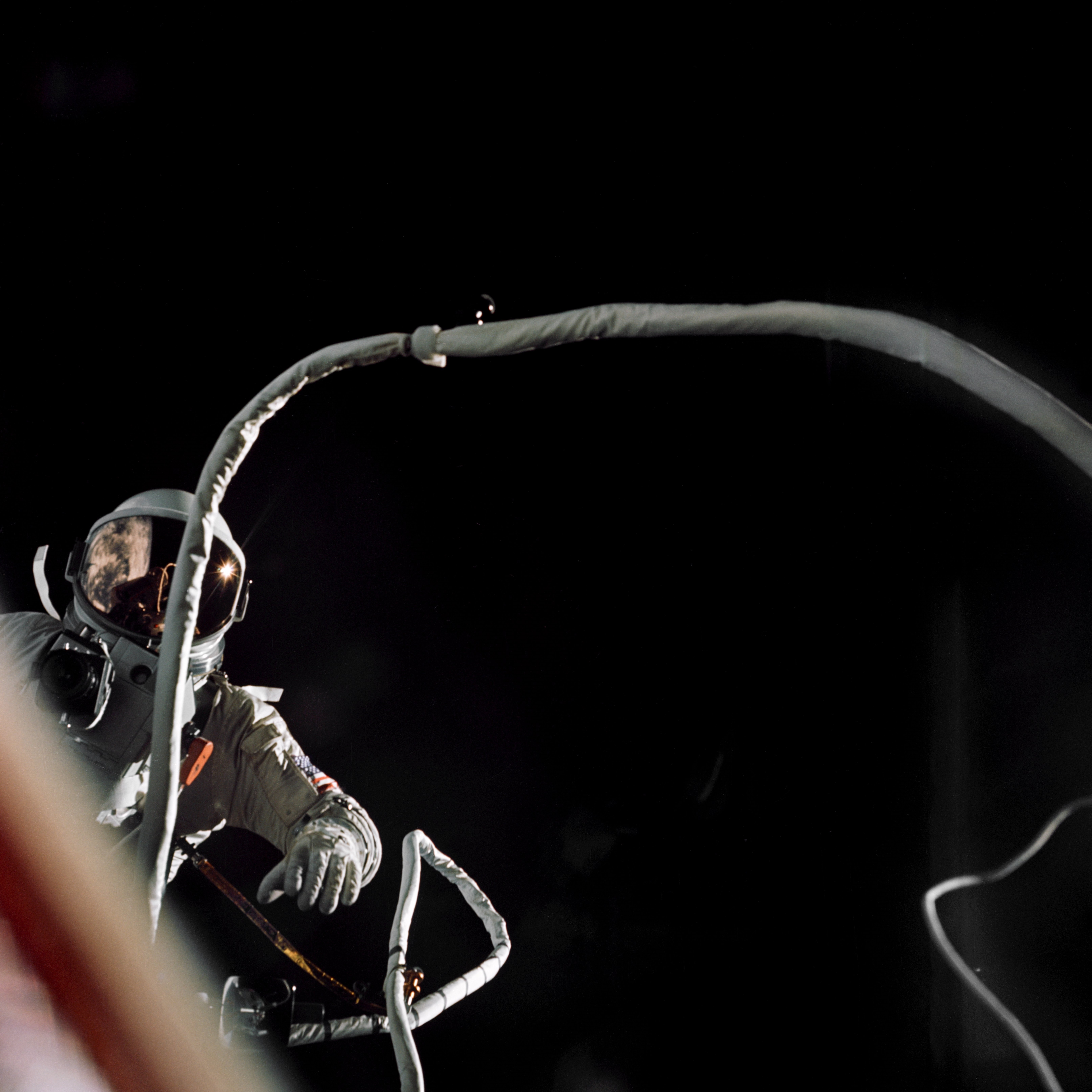
Cernan pendant sa périlleuse EVA (Gemini 9, juin 1966).

Aucun accident mortel ne s'est encore produit lors d'une sortie extravéhiculaire, mais certaines faillirent mal tourner. Lors de la première d'entre elles en mars 1965, Alexei Leonov sur Voskhod 2 a du mal à regagner son vaisseau, sa combinaison s'étant dilatée ; il parvient néanmoins à rentrer, essoufflé et au bord de l'épuisement. Un cas similaire se reproduisit en juin 1966 avec Eugene Cernan sur Gemini 9, qui causa de réelles inquiétudes. Des années plus tard, dans un livre, Cernan décrit en détail le déroulement de cette sortie, notamment le passage où il était aveuglé par la buée recouvrant l'intérieur de son casque.
En novembre 1982 (mission STS-5), la toute première EVA depuis une navette spatiale est annulée en raison de problèmes dans les combinaisons des astronautes (Allen et Lenoir).
Le 16 juillet 2013, au cours d'une EVA ayant pour but de préparer l'ISS à l'arrivée d'un module russe, le casque de l'Italien Luca Parmitano est infiltré d'eau. La sortie est interrompue au bout d'une heure et demie, l'astronaute rejoignant rapidement ses collègues, qui le débarrassent de sa combinaison avant qu'il ne se noie.
La NASA et la DARPA développent des robots spécialisés dans les opérations de maintenance extravéhiculaires, afin de réduire les risques potentiels pour les humains.

## Statistiques
Sur 380 EVA recensées en 50 ans (1965-2015), la moitié ont été effectuées ces quinze dernières années (2000-2015) à proximité de l'ISS.
| Programme spatial                                        | Nombre | Durée cumulée  | Dates          | Commentaires |
| -------------------------------------------------------- | ------ | -------------- | -------------- | --- |
| Programme VOSKHOD - Voskhod 2                            | 1      | 12 min         | 1965           | Première EVA le 18 mars (Alexeï Leonov) Le cosmonaute a du mal à regagner le vaisseau.                                                                     |
| Programme GEMINI - Gemini 4 - Gemini 9, 10, 11 et 12     | 9      | 11 h 25 min    | 1965-1966      | - Première EVA américaine le 3 juin 1965 (Ed White) - D'autres en 1966 (Cernan, Collins, Gordon, Aldrin). Les EVA d'Aldrin sont un réel succès.            |
| Programme SOYOUZ - Soyouz 5 > Soyouz 4                   | 1      | 37 min         | 1969           | Transfert d'équipage d'un vaisseau à l'autre (Khrounov et Ielisseïev), le 15 janvier.                                                                      |
| Programme APOLLO - Apollo 9                              | 1      | 1 h 17 min     | 1969           | Essai du scaphandre lunaire (Schweickart), le 6 mars. Scott sort à moitié du module de commande.                                                           |
| Programme APOLLO - Apollo 11 et 12 - Apollo 14 à 17      | 14     | 86 h 10 min.   | 1969 1971-1972 | Exploration de la surface de la Lune (12 astronautes) Lors des trois dernières missions, les astronautes parcourent des dizaines de kilomètres en voiture. |
| Programme APOLLO - Apollo 15, 16 et 17                   | 3      | 3 h 07 min     | 1971-1972      | Sorties translunaires sur le chemin de retour vers la Terre (Worden, Mattingly et Evans).                                                                  |
| Station SKYLAB                                           | 10     | 41 h 56 min    | 1973-1974      | Neuf astronautes effectuent dix sorties. |
| Station SALIOUT 6                                        | 3      | 4 h 56 min     | 1977-1979      | Six cosmonautes effectuent trois sorties |
| Station SALIOUT 7                                        | 13     | 48 h 34 min    | 1982-1986      | Neuf cosmonautes effectuent treize sorties. |
| Station MIR (formée de plu- sieurs modules type Saliout) | 75     | 361 h 47 min.  | 1987-2000      | Participation des Américains au programme Mir de 1995 à 1998. EVA de Linenger en avril 1997.                                                               |
| Navette spatiale américaine                              | 131 ?  | 861 h 37 min ? | 1983-2011      | Vols STS-6, avril 1983 à STS-134, mai 2011 |
| Station spatiale internationale                          | 275    | 1740 h 23 min  | 2000 - ?       | Depuis STS-88, décembre 1998 |
| Programme SHENZHOU - Shenzhou 7                          | 1      | 22 min         | 2008           | 1re EVA chinoise, très médiatisée : Zhai Zhigang, filmé par deux caméras, apparaît en direct.                                                              |

Le 23 mai 2017, les personnes ayant passé le plus de temps en dehors d'un vaisseau spatial sont le Russe Anatoli Soloviov (82 h 22 min en 16 sorties), l'Américain Michael Lopez-Alegria (67 h 40 min en 10 sorties) et l'Américaine Peggy Whitson (60 h 40 min en 10 sorties).

## Récits de fiction

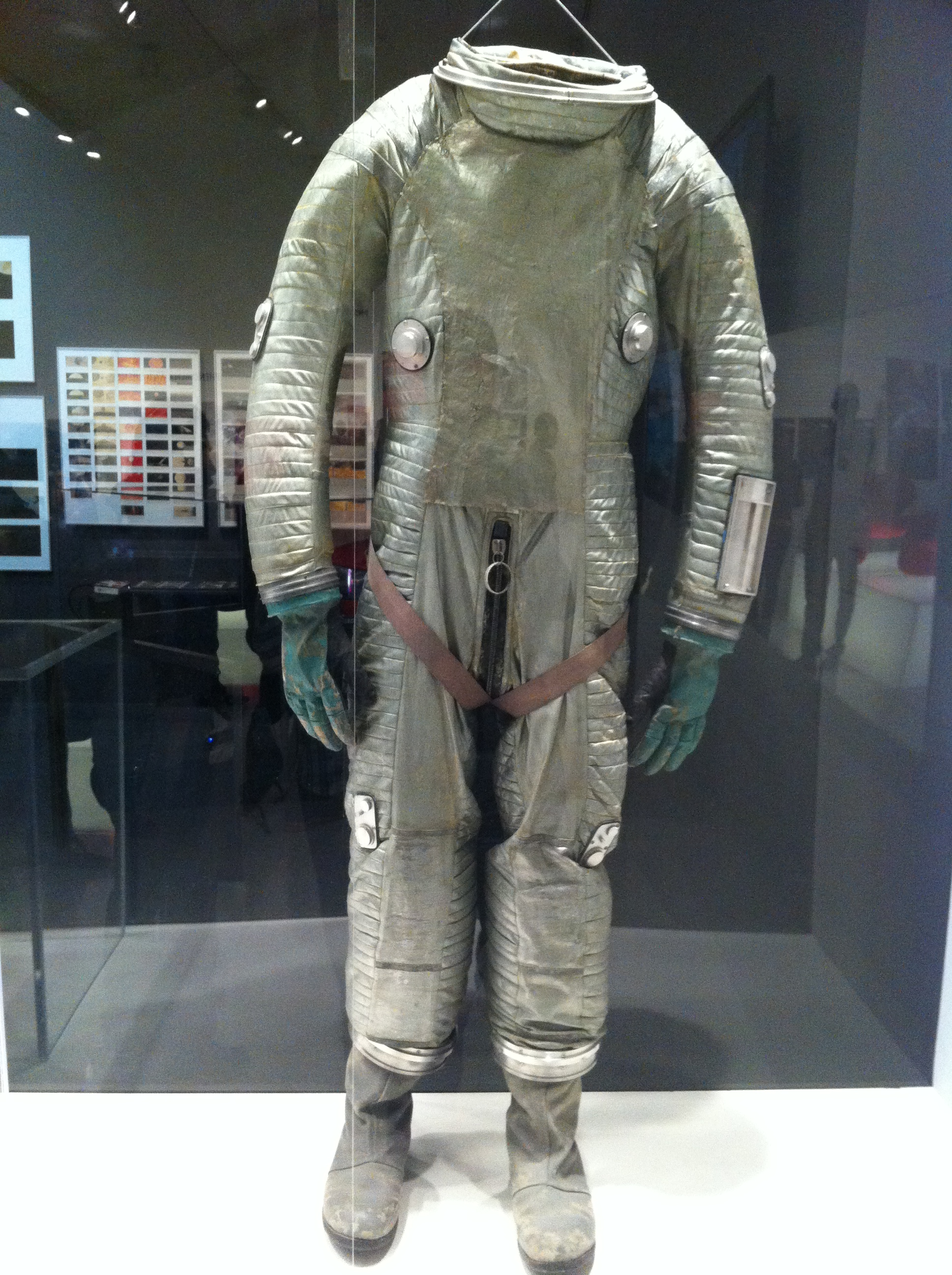
Un costume utilisé dans 2001, l'Odyssée de l'espace.

Les sorties extravéhiculaires constituant l'aspect le plus spectaculaire des vols spatiaux, on les retrouve dans un certain nombre de récits et films de science-fiction.
Citons, dans le domaine de la bande dessinée, le passage de On a marché sur la Lune (1954), du dessinateur belge Hergé, où le capitaine Haddock, ivre, se rapproche d'une météorite entre la Terre et la Lune et est récupéré au lasso par Tintin.
Au cinéma, le film 2001, l'Odyssée de l'espace de Stanley Kubrick, tourné en pleine période de conquête de la Lune (1968) a marqué les esprits, autant par les images que par le silence sur la bande son, exprimant celui ressenti dans l'espace. L'année suivante, de manière beaucoup moins lyrique, Les Naufragés de l'espace, de John Sturges, aborde (à la fin du film) le sauvetage d'un équipage, au prix d'une sortie particulièrement dramatique.
Plus récemment, et tourné pour l'essentiel en images de synthèse, le film Gravity, d'Alfonso Cuarón et avec George Clooney et Sandra Bullock (2013) accorde une grande place aux activités extravéhiculaires. Celles-ci sont reconstituées de façon très réaliste, aux dires même de plusieurs astronautes. Autre film récent faisant la part belle aux activités extravéhiculaires : Seul sur Mars, de Ridley Scott et avec Matt Damon (2015), récit d'un astronaute américain laissé pour mort et abandonné sur la planète rouge par son équipage et finalement sauvé par lui au terme d'une acrobatique EVA.